# Єшак Іясу
Єшак Іясу — проголошений негус Ефіопії 1685 року.

## Життєпис
Був онуком Сусеньйоса I, сином одного з синів імператора, який втік на південь від річки Абай до того як Фасілідес ув'язнив усіх його родичів чоловічої статі на горі Вегні. Його підтримали кеназмач Дамоту і Табдан-відлюдник з Гуонджа. Окрім того, Єшака підтримували у Годжамі, центом його влади було місто Гудуру на південному березі Блакитного Нілу.
Був проголошений імператором після зречення престолу Іясу I. Формально перебував на престолі до приходу в столицю Текле Гайманота I.